# A hetedik fiú (film, 2014)
A hetedik fiú (eredeti cím: The Seventh Son) 2014-ben bemutatott amerikai fantasztikus kalandfilm, a The Spook's Apprentice című regény alapján (The Last Apprentice: Revenge of the Witch in America). A filmet Szergej Bodrov rendezte, a főszereplők Ben Barnes, Jeff Bridges és Julianne Moore.
Franciaországban 2014. december 17-én jelent meg. Magyarországon december 25-én mutatták be a filmet. Az Amerikai Egyesült Államokban 2015. február 6-án került mozikba 3D-ben és IMAX 3D-ben.

## Szereplők
| Színész         | Szerep                   | Magyar hang        |
| --------------- | ------------------------ | ------------------ |
| Julianne Moore  | Malkin anya              | Fehér Anna         |
| Kit Harington   | Billy Bradley            | Fehér Tibor        |
| Ben Barnes      | Tom Ward                 | Szatory Dávid      |
| Jeff Bridges    | John Gregory, a kísértet | Sörös Sándor       |
| Olivia Williams | Ward mama                | Bertalan Ágnes     |
| Jason Scott Lee | Urag                     | Nagypál Gábor      |
| Djimon Hounsou  | Radu                     | Király Attila      |
| Antje Traue     | Bony Lizzie              | Pálfi Kata         |
| Alicia Vikander | Alice Deane              | Törőcsik Franciska |

## Bemutató
A filmet eredetileg 2013. február 15-én tervezték bemutatni, de az utómunkálatok befejezése miatt 2013. október 18-ra halasztották. A bemutatót ismételten eltolták 2014. január 17-ére, mivel a filmet gyártó Legendary Pictures és a Warner Bros. (melyek eredetileg a film forgalmazását is végezték volna) útjai különváltak. 2013. augusztus 15-én bejelentették, hogy a Legendary eladta a forgalmazási jogokat új partnercégének, a Universal Picturesnek, amely visszavonta a filmet. 2013. november 27-én bejelentették, hogy a filmet 2015. február 6-ra csúsztatták. A filmet 2014. december 17-én mutatták be Franciaországban.